# Singin’ in the Rain (Lied)
Singin’ in the Rain ist ein von Arthur Freed und Nacio Herb Brown geschriebener Filmschlager aus dem Jahr 1929, der vor allem mit Gene Kellys Performance im gleichnamigen Tonfilm von 1952 assoziiert wird.

## Text
Der Erzähler stellt fest, dass er im Regen singt und was für ein herrliches Gefühl das ist, da er wieder glücklich und bereit für die Liebe ist. Er fragt (sich selbst), warum ihm alles so leicht fällt und der Dezember sonnig wie im Frühling ist? Die Antwort gibt er selbst: weil er jemanden kennt und liebt. Im Refrain fordert er in direkter Anrede, die stürmischen Wolken alle zu verjagen und in den Regen mitzukommen.

## Amerika
Singin’ in the Rain ist ein Foxtrott, der 1952 in Stanley Donens Film-Musical gleichen Titels verwendet wurde. Die Songwriter Arthur Freed und Nacio Herb Brown schrieben ihn bereits 1929 für den frühen amerikanischen Tonfilm The Hollywood Revue of 1929 des Regisseurs Charles Reisner. In Amerika wurde das Lied von der Robbins Music Corporation verlegt.
Nach dem Zweiten Weltkriege war es bereits zu einem beliebten Jazzstandard geworden, den Pianisten wie Dave Brubeck und Oscar Peterson, und der Akkordeonspieler John Serry senior für RCA Records (RCA Thesaurus, 1954) und die Vokalistinnen Eydie Gormé und Lena Horne interpretierten. Auch Sammy Davis jr. und Doris Day hatten ihn im Repertoire. Der Regisseur Stanley Kubrick setzte das Lied 1971 in seinem dystopischen Streifen A Clockwork Orange bewusst zur Begleitung eines Gewaltexzesses ein. Vom American Film Institute wurde das Lied 2004 auf Platz 3 in die Liste der 100 besten US-amerikanischen Filmsongs gewählt.

## Deutschland
In Deutschland kam Donens Musicalfilm 1953 unter dem alternativen Titel „Du sollst mein Glücksstern sein“ in die Kinos. Das Lied erschien bereits 1929 im Alrobi Musikverlag des Musikverlegers Armin L. Robinson in Berlin. Den deutschen Text dazu verfasste das Autorengespann Peter Herz und Armin Robinson.
1978 gelangte in Deutschland eine Disco-Version des Liedes von Sheila & B. Devotion bis auf Platz 6 der Charts.

## Europa
Das Lied wurde europaweit ein Schlager. In Deutschland spielten es namhafte Tanzorchester wie die von Sam Baskini und Barnabás von Géczy auf Grammophonplatten. In Großbritannien nahmen es Turner Layton und Clarence Johnstone bei der britischen Columbia auf. Für HMV spielte es Jack Hylton mit seiner Band am 9. September 1929 ein.
In Schweden spielte es das Jazzorchester von Helge Lindberg für Nordisk Polyphon ein; den schwedischen Refrain von „Orvar“ sang Hilmar Borgeling.
In der Tschechoslowakei spielte den Titel das berühmte Jazzorchester des „Befreiten Theaters“ in Prag unter der Leitung von Jaroslav Ježek bei Ultraphon ein, den tschechischen Refrain schrieben und sangen die beiden Kabarettisten Jiří Voskovec und Jan Werich.
Für Besitzer von elektrischen Klavieren war es auch auf Notenrollen erhältlich.

## Tondokumente
- Derby blau D.O. 5689 a (mx. 94 RH) Ich singe nur für dich (Singing in the rain) Foxtrot (Fried[sic], Brown – Herz, Robinson) Karkoff-Orchester mit deutschem Refraingesang, aufgen. 1929[12]
- Parlophon B.12 199-I (Matr. 38 322) Ich singe nur für dich (Singing in the rain) Foxtrot (Nacio Herb Brown – arr. Von Géczy-Jaeger) Barnabás von Géczy und sein Orchester vom ‘Esplanade’ Berlin, aufgen. 1929[13]
- Eltag Nr. 2427 (Matr. 5937) Ich singe nur für dich (Singing in the rain) Foxtrot (Nacio Herb Brown – Arthur Freed) Sam Baskini und seine Jazz-Sinfoniker [als “Fred Jones und seine Kapelle”], mit Refraingesang, aufgen. September 1930
- Polyphon X.S 41 525 (S 41 525), inspelad i Stockholm, April 1930: När regnet faller på (Singin’ in the rain) Fox Trot av N.H.Brown, Text av Orvar. Spelat av Helge Lindbergs Orkester, Refrängsång av Hilmer Borgeling[14]
- Ultraphon 36 203 (Matr. 15 768) Já nedelam [Ich singe nur für dich / Singing in the rain] Foxtrot (Hudba: Nacio Herbert Brown, slova: Voskovec + Werich) Zpivaji Voskovec + Werich. Ježkův orchestr osvobozeného divadla, řidi Jaroslav Ježek. Aufgen. ca. November 1930[15]
- Columbia 5650 (Matr. A 9482) Singing in the Rain (Theme song Hollywood Revue of 1929) (Freed & Brown) Layton and Johnstone, American Duettists. With Piano. Rec. 1929[16]
- Metro Goldwyn Mayer 1031-I (Columbia Matr. 160 381) Singin’ in the rain, Fox Trot (Nacio Herb Brown – Arthur Freed) Jack Miller and the New Englanders, with vocal refrain[17]
- Notenrolle Aeolian Duo-Art Nr. 0670, „Singing in the Rain“ : arranged and played by Edith Leslie[18]
- Parlophone (E)F-165 (CE-6953-1) - Singin’ in the rain - Valaida Snow accompanied by Billy Mason And His Orchestra, London, Apr 26, 1935

## Abbildungen
- Filmplakat zu „The Hollywood Revue“ von 1929
- Filmplakat aus Amerika zu Broadway Melody Of 1936
- Filmplakat aus Frankreich zu Broadway Melody Of 1936 – La naissance d'une ètoile